# Antje Brons

Antje Brons

Antje Brons (* 23. November 1810 in Norden (Ostfriesland); † 2. April 1902 in Emden) war eine deutsche Kirchenhistorikerin, Schriftstellerin und bekennende Mennonitin. Durch ihre Person, ihre  Schriften und Aktivitäten hat Antje Brons das deutsche Mennonitentum im 19. Jahrhundert entscheidend gestärkt. So gilt ihr 1884 in Norden erstmals erschienenes Hauptwerk Entwickelung und Schicksale der Taufgesinnten oder Mennoniten in kurzen Zügen übersichtlich dargestellt als erste deutschsprachige Gesamtdarstellung der Geschichte der Mennoniten.

## Leben
Antje Brons’ Vater Jan ten Doornkaat Koolman war 1805 aus dem Groningerland nach Ostfriesland eingewandert. Dort ließ er sich in Norden nieder und fand Aufnahme bei der Kaufmannsfamilie von Doede Lübberts Cremer, dessen Familie wie die seine seit Generationen zu den Mennoniten gehörte. Am 10. April 1810 heiratete er die Tochter seines Gönners und Freundes, Antje Doedes Cremer. Diese wurde kurz darauf schwanger und starb bei der Geburt ihrer Tochter Antje. Ihr Vater gab sie daraufhin in die Obhut von Sicco Doeden Cremer, dem Bruder seiner Frau. In dessen Haus am Norder Marktplatz wuchs Antje auf. Sie litt unter dem Verlust der ihr unbekannten Mutter, die in ihrer kindlichen Vorstellung auf dem funkelnden Abendstern lebte. Auch die Zurücksetzung der sie erziehenden Tante gegenüber ihren beiden Cousinen bedrückte das Kind, das außerdem wegen seiner mennonitischen Herkunft in eine Außenseiterposition gedrängt wurde und Hohn und Spott ertragen musste. Das Haus ihres Onkels, der sie 1814 adoptierte, und vor allem dessen Bibliothek wurden Zufluchtsort für das Kind. Starken Rückhalt fand sie auch in der Norder Mennonitengemeinde, deren Zentrum bis heute die ebenfalls am Marktplatz gelegene Mennonitenkirche Norden ist. An Sonntagen besuchte sie nicht nur die dortigen, sondern auch die Gottesdienste der lutherischen Kirchengemeinde in der ebenfalls am Marktplatz gelegenen Ludgerikirche Norden.
Am 12. November 1830 heiratete sie Ysaak Brons (1802–1886), einen acht Jahre älteren Kaufmannssohn, der ebenfalls mennonitischen Glaubens war. Ihr Mann war als Getreidegroßhändler und Reeder erfolgreich und kam schnell zu Reichtum. 1836 wurde er englischer Vizekonsul in Emden. 1848/49 war er Mitglied der Frankfurter Nationalversammlung. Die Ehe war allem Anschein nach glücklich. Das erste von seinen vielen Schiffen benannte Ysaak nach seiner Frau. Die „Antje Brons“ brachte 1845 die ersten Auswanderer von Emden nach Nordamerika. Zusammen hatte das Paar elf Kinder, von denen zwei früh starben. Der Sohn Bernhard wurde ein angesehener Kaufmann. In Emden bewohnte die Familie eines der prächtigsten Häuser am Alten Markt und war so angesehen, dass König Wilhelm I. von Preußen, der spätere Kaiser Wilhelm I., im Hause Brons wohnte, als er Emden 1869 besuchte. Neben ihren häuslichen Verpflichtungen nahm sie gemeinsam mit ihrem Mann in der über 55 Jahre dauernden Ehe regen Anteil an religiösen und philosophischen Fragen ihrer Zeit. Als ihr Mann Ysaac am 12. März 1886 in Emden starb, wurde Antje nach 55 Jahren Ehe zur Witwe. Antje schrieb in ihren letzten Lebensjahren noch mehrere weitere Artikel, in denen sie das mennonitische Ideal einer christlichen Gemeinschaft förderte. Am 2. April 1902 starb sie im Alter von 91 Jahren in Emden.

## Schaffen
Antje Brons begann im Alter von 16 Jahren mit dem Schreiben. In einem Album ordnete sie das Leben unter 41 Begriffe wie Selbstkenntnis, Bescheidenheit, Ergebung sowie Glaube und Weisheit. Sie schrieb ein Tagebuch, in dem sie sich mit der Sehnsucht nach der Mutter, aber auch mit ihren eigenen Gemütslagen auseinandersetzte. Zu ihrer Taufe mit 18 Jahren am 5. April 1829 verfasste Antje ein persönliches Glaubensbekenntnis, in dem sie sich nicht als Gläubige mit still duldender Frömmigkeit, sondern als aktiv an sich selbst arbeitende Christin beschrieb.
Nach ihrer Hochzeit fehlte Antje in den ersten Jahrzehnten ihrer Ehe offensichtlich die Zeit für wissenschaftliche Studien und schriftstellerische Tätigkeit. Erst 1861 verfasste die damals 51-jährige unter dem Pseudonym Th. B. Stimmen aus der Reformationszeit. Gedenkblätter zum dreihundertjährigen Todestage Menno Symons den 13. Jan. 1861 ihr erstes Buch. Ein weiteres, später von ihr benutztes Pseudonym ist „Von Frauenhand“.
Es folgte 1873 das Laienevangelium und erste Entwickelung des Christentums nach der Apostelgeschichte mit Rücksicht auf die vorchristliche Zeit, von Frauenhand. Daneben schrieb sie Beiträge für die 1854 von J. Mannhardt und ihr in Danzig gegründete Zeitschrift Mennonitische Blätter. Ihr Hauptwerk erschien erstmals 1884 unter dem Titel Entwickelung und Schicksale der Taufgesinnten oder Mennoniten in kurzen Zügen übersichtlich dargestellt, Norden 1884. Dieses 444-seitige Werk erschien 1891 in einer zweiten sowie 1912 in einer dritten, von E. M. ten Cate überarbeiteten Auflage und begründet ihren Ruf als Kirchenhistorikerin. Es war eine solide aufgearbeitete erste deutschsprachige Gesamtdarstellung der Geschichte der Mennoniten, deren mangelndes Geschichtsbewusstsein sie beklagte. Mit ihrem Werk, das sie als „die Frucht der Mußestunden einer Großmutter“ beschrieb, wollte sie daher wohl vor allem ihre Glaubensgenossen ansprechen und deren Selbstbewusstsein und den Stolz auf die eigene Geschichte fördern. In diesem Werk stellt sie die Entwicklung der täuferischen Bewegung vom 16. über das 18. bis in die Gegenwart dar, angefangen von der Schweiz über die Niederlande bis nach Amerika, Preußen, Russland und Frankreich. Die Reformation deutet sie darin als „plurale Bewegung, die vielfältige Strömungen und Ausprägungen umfasste“.
In dem 1892 zum 25-jährigen Bestehen des Mennonitischen Erziehungs- und Bildungsvereins erschienenen Büchlein Gedanken und Winke über die Frage, wie wir das Wohl unserer Kinder fördern können befasste sie sich mit grundlegenden Erziehungsfragen. Vor allem die Mädchen- und Frauenbildung war ihr ein Anliegen. So trieb sie ab 1849 die Gründung der Höheren Töchterschule in Emden voran, die 1872 eröffnete und zum Vorläufer des heutigen Max-Windmüller-Gymnasium wurde. Die Einrichtung eines Kindergartens wurde von ihr unterstützt.
Auch sozial war sie engagiert. So war sie in der Emder gemeinnützigen Gesellschaft „Maatschappij tot nut van’t algemeen“ (=Gesellschaft zum Wohle aller) aktiv, gründete einen Frauenverein zur Unterstützung der verwundeten Soldaten des Preußisch-Dänischen Krieges 1850 und des Preußisch-Hannoverschen Krieges 1866 (der auch die feindlichen Soldaten unterstützte) und betrieb die Einrichtung einer Suppenküche für die städtischen Armen. Indem sie einer misshandelten Frau Unterschlupf in ihrem Teehaus im Garten gewährte, schuf sie eine frühe Form der Frauenhäuser.
Daneben betrieb und förderte sie den Ausbau mennonitischer Organisationen und Einrichtungen, so einer Schule für die Mennonitengemeinde Weierhof in der Pfalz sowie der Mennonitengemeinde Gronau. Vor allem aber war sie bei der Gründung und dem Ausbau der „Vereinigung der Deutschen Mennonitengemeinden“ (VDM) engagiert, mit der eine erste gemeinschaftliche Vertretung gegenüber dem Staat und anderen Kirchen geschaffen wurde.

## frauenORT Antje Brons
Der Landesfrauenrat Niedersachsen eröffnete am 1. Oktober 2015 in der Johannes a Lasco Bibliothek den frauenORT Antje Brons. Seither erinnert dort eine Dauerausstellung an das Wirken von Brons. Darüber hinaus ist Brons Teil eines Stadtrundgangs auf den Spuren von bedeutenden Frauenpersönlichkeiten.

## Schriften
- Ursprung, Entwickelung und Schicksale der altevangelischen Taufgesinnten: oder Mennoniten in kurzen Zügen übersichtlich dargestellt. Dietrich Soltau, Norden (Ostfriesland) 1891 (Digitalisat).
- Stimmen aus der Reformationszeit. Gedenkblätter zum dreihundertjährigen Todestage Menno Symons den 13. Januar 1861. Danzig 1861 (Digitalisat).
- Laienevangelium und erste Entwicklung des Christenthums nach der Apostelgeschichte. Emden und Aurich 1873.
- Skizzen und Bilder aus Palästina kurz vor und nach unserer Zeitrechnung und aus der Geschichte des Christentums. Emden und Borkum 1895.
- Gedanken und Winke über die Frage, wie wir das Wohl unserer Kinder fördern können. Kaiserslautern 1892 (Digitalisat).